# Inversiula nutrix
Inversiula nutrix is een mosdiertjessoort uit de familie van de Inversiulidae. De wetenschappelijke naam van de soort is voor het eerst geldig gepubliceerd in 1888 door Jullien.